# 多丽丝·赫德贝里
多丽丝·赫德贝里（瑞典語：Doris Hedberg，1936年2月18日—），瑞典女子体操运动员。她曾代表瑞典参加1956年夏季奥林匹克运动会体操比赛，获得女子团体便携式器械银牌。